# Muni Long
Muni Long (Gifford, 1988. szeptember 14. –) amerikai énekesnő, dalszerző.

## Pályafutása
Priscilla Renea Hamilton néven született, akit a szakma Muni Longként, (ejtsd: „money long”), bár kezdetben még Priscilla Renea néven ismertek. Születési nevével a Capitol Recordshoz szerződött. Náluk jelent meg debütáló stúdióalbuma, a „Jukebox” (2009), amely pozitív kritikai fogadtatásban részesült annak ellenére, hogy nem került fel a slágerlistákra. 
A következő évtizedben más előadók dalait írta, többek között a Cheryl „Promise This”, Rihanna „California King Bed”, Fifth Harmony „Worth It”, Kelly Clarkson „Love So Soft”, Ariana Grande „Imagine”, Selena Gomez & the Scene „Who Says”, valamint a „Timber” című Pitbull & Kesha slágert.
2018-ban önállóan adta ki második stúdióalbumát, a „Colored”-et. Miután felvette a Muni Long művésznevet, kereskedelmi áttörést ért el a 2021-es „Hrs and Hrs” című kislemezével, amely a Billboard Hot 100-as listájára került, ami a Def Jam Recordingshoz való leszerződéshez vezetett. A dal Grammy-díjat nyert a legjobb R&B előadás kategóriában, és harmadik albumának, a Public Displays of Affection: The Albumnak (2022) a vezető kislemeze volt. 2023-as „Made for Me” című kislemeze hasonlóan sikeres volt, és szintén bekerült a top 20-ba.
Pályafutása során további három Grammy-jelölést kapott, köztük a legjobb új előadó, a legjobb R&B dal („Hrs & Hrs”), valamint az év albuma díjra a H.E.R. „Back of My Mind” (2021) című albumán végzett munkájáért.
2025. március 17-én Long előadta a „We Belong Together” című dal egy feldolgozását a 2025-ös Radio Music Awards díjátadón. Ez egy tisztelgés volt Mariah Carey előtt, aki Icon Award-ot kapott. Egy kommentben Long megerősítette, hogy Carey személyesen őt választotta őt a díjátadó ünnepségre.
Long Ausztráliában, Sydneyben él. Lupust diagnosztizáltak nála; Long autista. Saját zenei kiadóját, a Supergiant Recordsot vezeti. A „Family Tree” című dalát az az idő ihlette, amikor tinédzser korában családja kirúgta otthonából.

## Stúdióalbumok
- 2009: Jukebox
- 2018: Coloured
- 2024: Revenge

## EP-k
- 2009: Hello My Apple
- 2021: Nobody Knows
- 2021: Public Displays of Affection
- 2022: Public Displays of Affection Too

## Filmek
- Muni Long az IMDb-n

## Díjak
- 2020: Grammy-díj
- 3 Grammy-díj jelölés